# 安全套自動販賣機

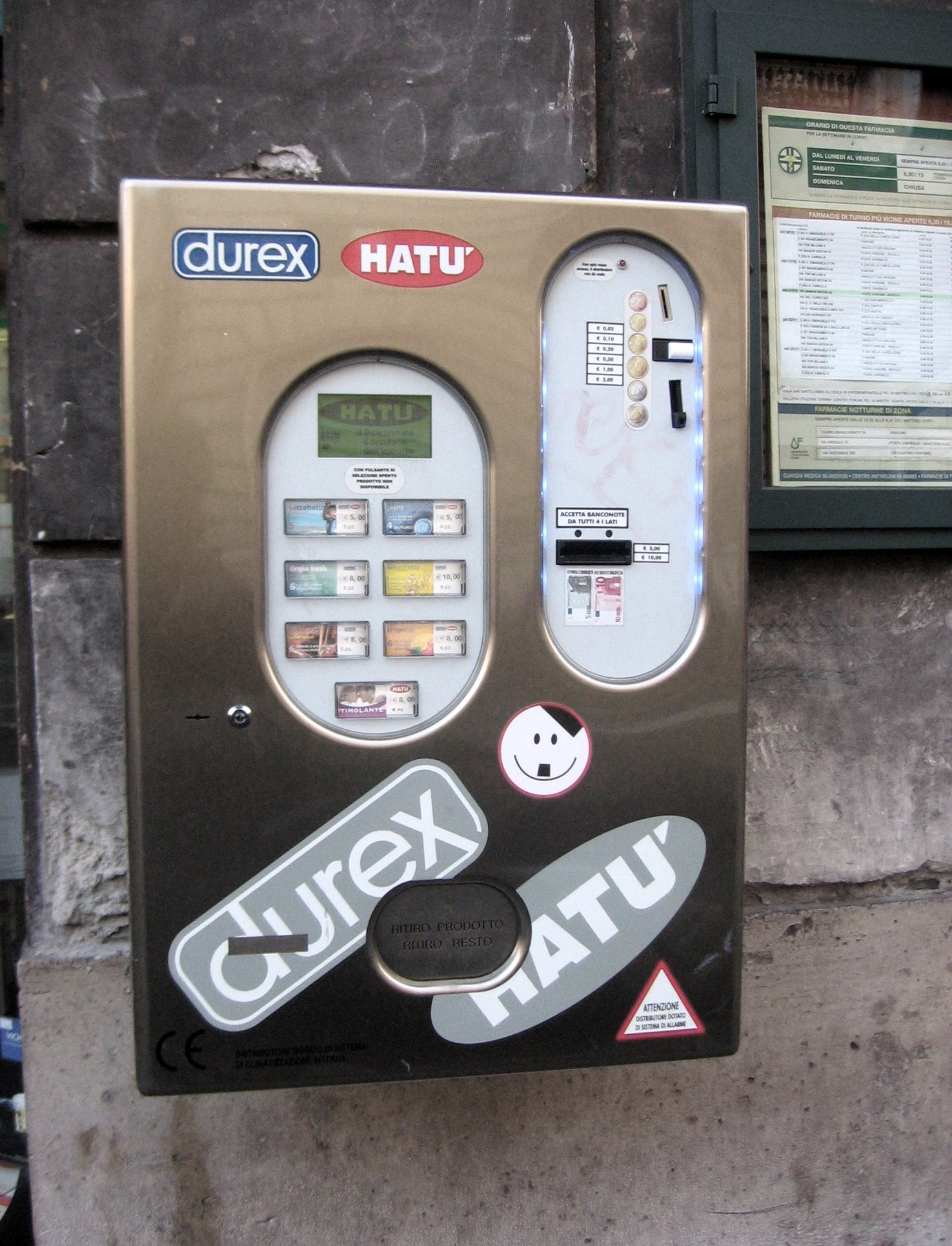
意大利藥房外的安全套自動販賣機

安全套自動販賣機（英語：condom machine）是指售賣安全套的自動販賣機，其一般放置於公共廁所旁、地鐵站、火車站以及機場。在公共衛生政策上其有推廣安全性行為之效。許多藥店也会安放一台於店外，以便人們在閉店後購買之。售賣女用安全套的自動販賣機則較為罕見。

## 歷史
1928年，朱利葉斯·弗洛姆的公司推出了安全套自動販賣機。

## 大眾文化
在小說《Porterhouse Blue》中，劍橋大學試圖在校園內引進安全套自動販賣機，並因此引發衝突。之後的一單謀殺案亦因此而起。

## 安全性建議
美國食品和藥物管理局（FDA）的資料建議，當使用自動販賣機所售賣的安全套時，應檢查安全套的有效期以及材料是否為乳膠，避免陽光直射及暴露於極端溫度中。

## 圖片
- 上海的安全套販賣機
- 南京的安全套販賣機
- 西門紅樓的保險套販賣機